# لاسلو فلکایی
لاسلو فلکایی (انگلیسی: László Felkai; ۱ مارس ۱۹۴۱ – ۱۰ آوریل ۲۰۱۴) بازیکن واترپلو اهل مجارستان بود.
وی در مسابقات کشوری و بین‌المللی در مجموع برندهٔ ۱ مدال طلا، ۲ مدال برنز شده‌است.